# FIVB World Tour 1996 der Männer
Die FIVB World Tour 1996 der Männer bestand aus vierzehn Veranstaltungen. Gastgeber der Beachvolleyball-Turnierserie waren Spanien 2×, Brasilien 2×, Frankreich 2×, die USA, Deutschland, die Türkei, Italien, Portugal, Indonesien, Puerto Rico und Südafrika. Tour Champions wurden die Brasilianer Zé Marco de Melo und Emanuel Rego. Im gleichen Jahr fanden zum ersten Mal Beachvolleyballwettbewerbe bei den Olympischen Sommerspielen statt.

## Turniere

### Marbella Open (5. bis 7. April)
| Platz | Team                             |
| ----- | -------------------------------- |
| 1     | Zé Marco de Melo / Emanuel Rego  |
| 2     | Roberto Lopes / Franco Neto      |
| 3     | Martín Conde / Eduardo Martínez  |
| 4     | John Child / Mark Heese          |
| 5     | Marek Pakosta / Michal Palinek   |
| 5     | Dmitri Karassew / Maxim Pospelow |
| 7     | Francisco Álvarez / Juan Rosell  |
| 7     | Mariano Baracetti / Fabio Perez  |

Nach dem zweiten Rang zum Jahresauftakt, der noch zur Vorsaison gezählt wurde, verwiesen Zé Marco und Emanuel in Spanien die Sieger von Rio auf den zweiten Rang. Conde / Martinez erhielten Bronze, für Child / Heese blieb nur der vierte Platz.
Jörg Ahmann / Axel Hager wurden Dreizehnte. Beste Eidgenossen waren Sascha Heyer und Martin Walser als Siebzehnte. Gernot Leitner und Oliver Stamm als bestes Duo aus der anderen Alpenrepublik teilten sich mit Paul und Martin Laciga sowie sechs weiteren Paaren den fünfundzwanzigsten Platz.

### Joao Pessoa  Open (9. bis 12. Mai)
| Platz | Team                                |
| ----- | ----------------------------------- |
| 1     | Paulão Moreira / Paulo Emilio Silva |
| 2     | Martín Conde / Eduardo Martínez     |
| 3     | Zé Marco de Melo / Emanuel Rego     |
| 4     | Julien Prosser / Lee Zahner         |
| 5     | Jan Kvalheim / Bjørn Maaseide       |
| 5     | Pará Ferreira / Guilherme Marques   |
| 7     | Roberto Lopes / Franco Neto         |
| 7     | Andrè Gomes / Fred Souza            |

Brasilien gegen Argentinien hieß das Endspiel beim zweiten Event der Saison, bei dem das Gastgeberteam Paulão / Paulo Emilio die Oberhand über Conde / Martinez behielt. Im kleinen Finale setzten sich Zé Marco / Emanuel gegen Prosser / Zahner durch.

Die Laciga Brüder wurden als bestes Team aus dem deutschsprachigen Raum Neunte, während Ahmann / Hager mit dem siebzehnten Platz vorlieb nehmen mussten. Österreicher waren in Brasilien nicht am Start.

### Alanya  Open (31. Mai bis 2. Juni)
| Platz | Team                                |
| ----- | ----------------------------------- |
| 1     | Martín Conde / Eduardo Martínez     |
| 2     | Zé Marco de Melo / Emanuel Rego     |
| 3     | Jan Kvalheim / Bjørn Maaseide       |
| 4     | Roberto Lopes / Franco Neto         |
| 5     | John Child / Mark Heese             |
| 5     | Paulão Moreira / Paulo Emilio Silva |
| 7     | Michel Everaert / Sander Mulder     |
| 7     | Julien Prosser / Lee Zahner         |

Dritter in Spanien, Zweiter in Brasilien, Erster in der Türkei war die logische Reihenfolge für Conde / Martinez, die im Finale Zé Marco / Emanuel bezwangen, die damit in der Spielzeit ebenfalls einmal auf jedem der drei Podestplätzen standen. Dritte wurden Kvalheim / Maaseide vor den Toursiegern des Vorjahres.

Die Deutschen als Neunte und die Schweizer als Siebzehnte tauschten ihre Plätze gegenüber den Open in der Hauptstadt des brasilianischen Bundesstaates Paraíba.

### Hermosa Beach Open (21 bis 23. Juni)
| Platz | Team                            |
| ----- | ------------------------------- |
| 1     | Jan Kvalheim / Bjørn Maaseide   |
| 2     | Roberto Lopes / Franco Neto     |
| 3     | Martín Conde / Eduardo Martínez |
| 4     | Zé Marco de Melo / Emanuel Rego |
| 5     | Francisco Álvarez / Juan Rosell |
| 5     | Javier Bosma / Sixto Jiménez    |
| 7     | John Child / Mark Heese         |
| 7     | Carl Henkel / Sinjin Smith      |

Nach dem ersten Podiumsplatz an der türkischen Riveira steigerten sich Kvalheim / Maaseide noch einmal und verwiesen Lopes / Neto auf den zweiten Platz. Conde / Martinez behaupteten sich im Spiel um den dritten Platz gegen Zé Marco und Emanuel.
Ahmann / Hager waren als Siebzehnte das einzige Team, das im Hauptfeld aus dem deutschsprachigen Raum vertreten war.

### Marseille Open (27. bis 30. Juni)
| Platz | Team                                      |
| ----- | ----------------------------------------- |
| 1     | Roberto Lopes / Franco Neto               |
| 2     | Carl Henkel / Sinjin Smith                |
| 3     | Martín Conde / Eduardo Martínez           |
| 4     | Jean-Philippe Jodard / Christian Penigaud |
| 5     | Pará Ferreira / Guilherme Marques         |
| 5     | Paul / Martin Laciga                      |
| 7     | Zé Marco de Melo / Emanuel Rego           |
| 7     | Marek Pakosta / Michal Palinek            |

Die Seriensieger der vergangenen Spielzeit standen zum ersten Mal ganz oben auf dem Treppchen. Henkel / Smith durften zum ersten Mal im Jahr 1996 eine Medaille in Empfang nehmen. Die Argentinier waren zum fünften Mal in Folge bei der Siegerehrung der ersten drei Duos dabei. Jodard / Penigaud schafften es zum ersten Mal seit Enoshima ins Halbfinale.
Paul und Martin Laciga wurden Fünfte. Ahman / Hager konnten ihren Platz aus den Vereinigten Staaten nicht verbessern und die Österreicher waren wie gehabt im Hauptwettkampf nicht vertreten.

### Berlin Open (5. bis 7. Juli)
| Platz | Team                                      |
| ----- | ----------------------------------------- |
| 1     | John Child / Mark Heese                   |
| 2     | Pará Ferreira / Guilherme Marques         |
| 3     | Julien Prosser / Lee Zahner               |
| 4     | Francisco Álvarez / Juan Rosell           |
| 5     | Martín Conde / Eduardo Martínez           |
| 5     | Jean-Philippe Jodard / Christian Penigaud |
| 7     | Paulão Moreira / Paulo Emilio Silva       |
| 7     | Dmitri Karassew / Maxim Pospelow          |

Die Kanadier Child / Heese sicherten sich zum ersten und zum einzigen Mal den Titel bei einem FIVB Open. Zweite wurden Pará und Guilherme vor Prosser / Zahner aus Australien. Keine Medaille erhielten Álvarez / Rosell als Vierte.

Ahmann / Hager verbesserten sich auf den geteilten neunten Platz. Eidgenossen waren in der deutschen Hauptstadt nicht am Start. Alle österreichischen Duos scheiterten in der Qualifikation.

### Pornichet Open (9. bis 11. August)
| Platz | Team                                |
| ----- | ----------------------------------- |
| 1     | Zé Marco de Melo / Emanuel Rego     |
| 2     | Pará Ferreira / Guilherme Marques   |
| 3     | Jan Kvalheim / Bjørn Maaseide       |
| 4     | Paulão Moreira / Paulo Emilio Silva |
| 5     | Martín Conde / Eduardo Martínez     |
| 5     | John Child / Mark Heese             |
| 7     | Marek Pakosta / Michal Palinek      |
| 7     | Glenn Hamilton / Reid Hamilton      |

Der zweite Sieg des Jahres gelang Zé Marco und Emanuel im Endspiel gegen ihre Landsleute Pará / Guilherme. Kvalheim / Maaseide verhinderten durch den Sieg über Paulão / Paulo Emilio im kleinen Finale den totalen Triumph der Brasilianer.

Aus Deutschland und aus der Schweiz waren keine Teams im Département Loire-Atlantique am Start. Die besten Österreicher Gernot Leitner und Oliver Stamm belegten den geteilten 25. Rang.

### Espinho Open (16. bis 18. August)
| Platz | Team                                |
| ----- | ----------------------------------- |
| 1     | Michael Dodd / Mike Whitmarsh       |
| 2     | John Child / Mark Heese             |
| 3     | Martín Conde / Eduardo Martínez     |
| 4     | Jan Kvalheim / Bjørn Maaseide       |
| 5     | Pará Ferreira / Guilherme Marques   |
| 5     | Julien Prosser / Lee Zahner         |
| 7     | Paulão Moreira / Paulo Emilio Silva |
| 7     | Carl Henkel / Sinjin Smith          |

Auf den ersten drei Rängen standen zwei nordamerikanische Beachpaare und ein südamerikanisches Duo, aber keines, dessen Amtssprache auch offizielle Sprache in Espinho ist. Den ersten Sieg des Jahres für ein US-amerikanisches Team sicherten sich Dodd / Whitmarsh, die Child / Heese auf den zweiten Platz verwiesen. Dritte wurden Conde / Martínez vor Kvalheim / Maaseide.

Ahmann / Hager wurden Neunte, während aus den Alpenrepubliken keine Beachpaare in Portugal waren.

### Lignano Open (23. bis 25. August)
| Platz | Team                                |
| ----- | ----------------------------------- |
| 1     | Zé Marco de Melo / Emanuel Rego     |
| 2     | Carl Henkel / Sinjin Smith          |
| 3     | Jan Kvalheim / Bjørn Maaseide       |
| 4     | Paulão Moreira / Paulo Emilio Silva |
| 5     | Julien Prosser / Lee Zahner         |
| 5     | Francisco Álvarez / Juan Rosell     |
| 7     | Pará Ferreira / Guilherme Marques   |
| 7     | Mariano Baracetti / José Salema     |

Bereits zum dritten Mal im Jahr 1996 erhielten Zé Marco und Emanuel die Goldmedaille. Silber ging an Henkel / Smith, während Kvalheim / Maaseide mit Bronze vorlieb nehmen mussten. Keine Medaille blieb für Paulão und Paulo Emilio, die Vierte wurden.

Die Laciga Brüder Paul und Martin belegten den geteilten siebzehnten Rang. Eine Runde vorher kam für Gernot Leitner und Oliver Stamm das Aus. Deutsche suchten man bei den Italian Open vergeblich.

### Teneriffa Open (5. bis 8. September)
| Platz | Team                              |
| ----- | --------------------------------- |
| 1     | Zé Marco de Melo / Emanuel Rego   |
| 2     | John Child / Mark Heese           |
| 3     | Francisco Álvarez / Juan Rosell   |
| 4     | Paul Laciga / Martin Laciga       |
| 5     | Pará Ferreira / Guilherme Marques |
| 5     | Carl Henkel / Sinjin Smith        |
| 7     | Eduardo Garrido / Roberto Lopes   |
| 7     | João Brenha / Miguel Maia         |

Die Sieger auf der größten der Kanarischen Inseln waren dieselben wie an der italienischen Adria zwei Wochen zuvor. Child / Heese mussten sich mit dem zweiten Platz begnügen. Zum ersten Mal in dieser Saison standen die Kubaner Álvarez / Rosell als Dritte auf dem Stockerl. Für Paul und Martin Laciga blieb nur der undankbare vierte Platz.

Leitner / Stamm wurden als einzige Österreicher 25. wie in Italien. Deutsche Teams gab es auch diesmal nicht.

### Jakarta Open (4. bis 6. Oktober)
| Platz | Team                              |
| ----- | --------------------------------- |
| 1     | Roberto Lopes / Franco Neto       |
| 2     | Carl Henkel / Sinjin Smith        |
| 3     | Andrè Gomes / Emanuel Rego        |
| 4     | Pará Ferreira / Guilherme Marques |
| 5     | John Child / Mark Heese           |
| 5     | Bill Boullianne / Eric Fonoimoana |
| 7     | Martín Conde / Eduardo Martínez   |
| 7     | Jody Holden / Conrad Leinemann    |

In Indonesien konnten sich Roberto Lopes und Franco Neto den zweiten Titel der Spielzeit sichern, indem sie Henkel / Smith im Endspiel besiegten. Das kleine brasilianische Finale sah Andrè und Emanuel als Sieger gegen Pará / Guilherme.

Jörg Ahmann und Axel Hager wurden wie bei ihrer letzten Teilnahme Neunte vor Leitner / Stamm, die den geteilten dreizehnten Platz belegten. Vor dem Achtelfinale schieden Martin Laciga und Bernhard Vesti aus.

### Caroline Beach Open (18. bis 20. Oktober)
| Platz | Team                              |
| ----- | --------------------------------- |
| 1     | Zé Marco de Melo / Emanuel Rego   |
| 2     | Pará Ferreira / Guilherme Marques |
| 3     | Alemão Loss / Duda Macedo         |
| 4     | Roberto Lopes / Franco Neto       |
| 5     | Canyon Ceman / Ian Clark          |
| 5     | Michael Dodd / Mike Whitmarsh     |
| 7     | Martín Conde / Eduardo Martínez   |
| 7     | Carl Henkel / Sinjin Smith        |

In Puerto Rico trat Emanuel wieder mit seinem Standardpartner an. Die Südamerikaner siegten zum fünften Mal in diesem Jahr. Brasilianische Beachpaare belegten auch die Ränge zwei bis vier. Pará / Guilherme erreichten das Endspiel, Bronze erkämpften Alemão und Duda gegen Roberto Lopes / Franco Neto.

Ahmann / Hager wurden diesmal nur Dreizehnte. Leitner / Stamm kamen über den 25. Rang nicht hinaus. Die einzigen Eidgenossen schafften es nicht ins Hauptfeld.

### Fortaleza Open (24. bis 27. Oktober)
| Platz | Team                                |
| ----- | ----------------------------------- |
| 1     | Michael Dodd / Mike Whitmarsh       |
| 2     | Pará Ferreira / Guilherme Marques   |
| 3     | Zé Marco de Melo / Emanuel Rego     |
| 4     | Eduardo Garido / Andrè Gomes        |
| 5     | Jan Kvalheim / Bjørn Maaseide       |
| 5     | Paulão Moreira / Paulo Emilio Silva |
| 7     | Jörg Ahmann / Axel Hager            |
| 7     | Lula Barbosa / Adriano Garrido      |

Dodd / Whitmarsh gewannen ihre zweite Goldmedaille. Pará und Guilherme erkämpften zum zweiten Mal innerhalb von acht Tagen Silber. Bronze verdienten sich Zé Marco und Emanuel. Für Eduardo Garido / Andrè Gomes blieb der vierte Rang.

Zum ersten und einzigen Mal in der Saison gehörten Ahmann / Hager als Siebte zu den Topp acht. Leitner / Stamm und Bischofberger / Hubscher erreichten gemeinsam mit weiteren Paaren Platz 25.

### Durban Open (13. bis 15. Dezember)
| Platz | Team                              |
| ----- | --------------------------------- |
| 1     | Pará Ferreira / Guilherme Marques |
| 2     | Michael Dodd / Mike Whitmarsh     |
| 3     | Zé Marco de Melo / Emanuel Rego   |
| 4     | Jan Kvalheim / Bjørn Maaseide     |
| 5     | Martín Conde / Eduardo Martínez   |
| 5     | Eduardo Garido / Franco Neto      |
| 7     | Jody Holden / Conrad Leinemann    |
| 7     | Duda Macedo / Fred Souza          |

Das letzte Event der Beachserie 1996 fand im letzten Monat des Jahres in Südafrika statt. Auf den ersten Plätzen versammelten sich noch einmal fünf der erfolgreichsten Duos des Jahres. Nach vier vergeblichen Versuchen schafften es Pará und Guilherme endlich, ein Endspiel zu gewinnen. Zweite wurden die Sieger von Fortaleza und mit dem dritten Platz rundeten die erstmaligen Tourchampions eine erfolgreiche Saison ab. Vierte wurden die Norweger Kvalheim / Maaseide. Den fünften Rang teilten sich die Argentinier Conde / Martinez mit Franco Neto, der diesmal mit Eduardo Garido antrat.
Jörg Ahmann / Axel Hager wurden wie schon einige Male zuvor Neunte. Martin und Paul Laciga standen gemeinsam mit Gernot Leitner / Oliver Stamm sowie Sven Anton / Stefan Pomerenke auf dem siebzehnten Platz.

## Auszeichnungen
| FIVB Tour Champion | Zé Marco de Melo / Emanuel Rego |